# Mrs. Dane's Danger
Mrs. Dane's Danger è un film muto del 1916 diretto da Wilfrid North.

## Produzione
Il film fu prodotto dalla Vitagraph Company of America (come Personally Picked Program).

## Distribuzione
Il copyright del film, richiesto dalla Vitagraph Co. of America, fu registrato il 1º febbraio 1916 con il numero LP7553.
Originariamente, la distribuzione del film, affidata alla General Film Company, era stata programmata per il 17 gennaio 1916 ma venne poi spostata al 6 marzo 1916, giorno in cui la pellicola uscì nelle sale statunitensi.